# 雷因格尔斯
雷因格尔斯是奥地利下奥地利州格明德县的一个市镇。总面积24.92平方公里，总人口705人，人口密度28.3人/平方公里（2005年）。